# Kipushita
La kipushita és un mineral de la classe dels fosfats. Va ser anomenada en honor de la localitat tipus on va ser descoberta: la mina Kipushi.

## Característiques
La kipushita és un fosfat de fórmula química Cu₆(PO₄)₂(OH)₆(H₂O). Cristal·litza en el sistema monoclínic. Forma cristalls prismàtics, allargats al llarg de [1011], mostrant {111} amb cares desiguals, arrodonides i acabades per {100}, de fins a 5 mm; algunes formes addicionals inclouen {102}, {012}, {111}. Més freqüentment també es troba com a agregats de cristalls prismàtics de paràmetres paral·lels. La seva duresa a l'escala de Mohs és 4.
Segons la classificació de Nickel-Strunz, la kipushita pertany a «08.DA: Fosfats, etc, amb cations petits (i ocasionalment, grans)» juntament amb els següents minerals: bearsita, moraesita, roscherita, zanazziïta, greifensteinita, atencioïta, ruifrancoïta, guimarãesita, footemineïta, uralolita, weinebeneïta, tiptopita, veszelyita, philipsburgita, spencerita, glucina i ianbruceïta.

## Formació i jaciments
La kipushita va ser descoberta a la mina Kipushi, a Kipushi (Katanga, República Democràtica del Congo) en la zona d'oxidació d'un dipòsit de Cu-Zn. També ha estat descrita a Austràlia, Àustria, els Estats Units, Itàlia, el Regne Unit i la Xina.